# 野人谷镇
野人谷镇，是中华人民共和国湖北省十堰市房县下辖的一个乡镇级行政单位。

## 行政区划
野人谷镇下辖以下地区：
桥上村、杜家川村、鱼腮口村、大庙村、木瓜河村、千家坪村、东蒿坪村、马里村、西蒿坪村、股泉村、三座庵村、安阳坪村、垭里坪村、驼鱼河村、七里村、甘霞村、黄粮坪村和毛家河村。